# Macewicz II

Herb

Macewicz II (Leliwa odm., Piotrowicz cz. Leliwa odm.) − polski herb szlachecki z nobilitacji, według Bonieckiego i Konarskiego odmiana herbu Leliwa.

## Opis herbu
Opis z wykorzystaniem zasad blazonowania, zaproponowanych przez Alfreda Znamierowskiego:
W polu zielonym półksiężyc srebrny z takąż gwiazdą między rogami, na której zaćwieczony krzyż kawalerski tejże barwy. Klejnotu brak.

## Najwcześniejsze wzmianki
Herb nadany został przez króla Stanisława Augusta w nobilitacji sekretnej 20 stycznia 1781 w Warszawie subdelegatowi grodzkiemu latyczowskiemu Janowi Macewiczowi wraz z synami Mikołajem, Józefem i Piotrem (subdelegatem grodzkim włodzimierskim), a także jego bratankom Janowi, Antoniemu, Franciszkowi i Mikołajowi, synami Andrzeja. Ostrowski podaje inną datę nobiltacji: 1764 lub 1765 rok.

## Rodzina Macewiczów
Jan Macewicz, syn Andrzeja miał mieć synów: Sozonta i Hilarego. Nicefor Onufry, syn Sozonta z synem Jerzym Stanisławem i Jan Ksawery, syn Hilarego z synami: Ksawerym, Julianem, Ludwikiem, Janem i Ignacym Gustawem wylegitymowali się ze szlachectwa w guberni kijowskiej w 1838 i 1847. Synowie Ignacego Gustawa: Gustaw, Juliusz i Ksawery mieli wylegitymować się w 1891. Pius z synem Józefem, Rozalia i Józefa – córki Jozefa, wnuki Jana wylegitymowani ze szlachectwa w 1844 w guberni podolskiej. Józef (syn Jana) miał także syna Brunona Felicjana Mariana Macewicza (ur. 1801 r.).

## Herbowni
Herb ten był herbem własnym, więc przysługiwał tylko jednemu rodowi herbownych:
Macewicz.